# Lijst van belangrijkste Duitstalige romans van de twintigste eeuw
De Belangrijkste Duitstalige romans van de Twintigste Eeuw (Die wichtigsten deutschsprachigen Romane des 20. Jahrhunderts) is een lijst van boeken die in 1999 op initiatief van het Duitse cultuurinstituut Literaturhaus München en de uitgeverij Bertelsmann werd samengesteld. Tot beste Duitstalige roman van de eeuw werd De man zonder eigenschappen van Robert Musil gekozen.

## Selectie
In navolging van onder andere de Modern Library 100 Beste Romans vroegen Literaturhaus München en Bertelsmann Buch AG in 1998 aan 33 schrijvers, 33 literatuurcritici en 33 Germanisten om uit een voorselectie van 267 boeken de drie favoriete Duitstalige romans uit de twintigste eeuw te kiezen. 89 van de 99 benaderde personen beantwoordden het verzoek. In totaal werden 76 boeken genoemd. Van Franz Kafka en Arno Schmidt werden vijf verschillende titels genoemd, van Robert Walser vier en van Thomas Mann, Hermann Broch, Anna Seghers en Joseph Roth drie. Het boek dat de meeste keren genoemd werd, kwam op de eerste plaats.

## De top 10
1. Robert Musil - De man zonder eigenschappen (1930, 35 keer genoemd)
2. Franz Kafka - Het proces (1912, 32 keer genoemd)
3. Thomas Mann - De Toverberg (1924, 29 keer genoemd)
4. Alfred Döblin - Berlin Alexanderplatz (1929)
5. Günter Grass - De blikken trommel (1959)
6. Uwe Johnson - Jahrestage (1970-1983)
7. Thomas Mann - Buddenbrooks (1901)
8. Joseph Roth - Radetzkymars (1932)
9. Franz Kafka - Het slot (1926)
10. Thomas Mann - Doctor Faustus (1947)

Ingeborg Bachmann met de roman Malina was met een elfde plaats de eerste vrouw op de lijst.